# Terremoto della Maiella del 1933
Il terremoto della Maiella del 1933 fu un sisma di magnitudo 6 (intensità IX sulla scala Mercalli) che si verificò il 26 settembre 1933 in Abruzzo con l'epicentro sulla Maiella.

## Eventi sismici
La notte del 26 settembre 1933 vi furono tre scosse di terremoto. Una alle 01:15, ma fu percepita più nelle località limitrofe che nell'epicentro. La seconda alle 03:11, molto più forte della prima, fu percepita in quasi tutti i comuni delle province di Chieti, L'Aquila e Pescara. Infine la terza ed ultima alle 04:33 che fu la più forte di tutte, colpì principalmente i paesi alle falde della Maiella. Il terremoto fu percepito in tutto l'Abruzzo e parzialmente anche in regioni vicine, tra cui le Marche.

## Danni e vittime
I danni più gravi si ebbero nella provincia di Chieti (in particolare nei comuni di Civitella Messer Raimondo, Fara San Martino, Lama dei Peligni e Taranta Peligna) e in provincia di Pescara (Caramanico Terme e Salle del Littorio). Centinaia di edifici crollarono e subirono lesioni di varia gravità. Ma nonostante i crolli le vittime furono poche perché la maggioranza delle persone aveva lasciato le proprie case dopo le prime due scosse, in totale si ebbero 12 morti e molti feriti.

### Provincia di Chieti
Di seguito una tabella col riepilogo dei dati relativi a danni, vittime e intensità (scala Mercalli) del terremoto nei comuni in provincia di Chieti maggiormente colpiti:
| Comuni                      | Danni                   | Vittime               | MCS  |
| --------------------------- | ----------------------- | --------------------- | ---- |
| Altino                      | Chiesa lesionata        | Nessun ferito         | VII  |
| Archi                       | Fabbricati lesionati    | Nessun ferito         | VII  |
| Ari                         | Chiesa lesionata        | Nessun ferito         | VI   |
| Bomba                       | Fabbricati lesionati    | Alcuni feriti         | VII  |
| Borello                     | Chiesa lesionata        | Nessun ferito         | VII  |
| Canosa Sannita              | Chiesa lesionata        | Alcuni feriti         | VI   |
| Casacanditella              | Danni gravi all'abitato | Nessun ferito         | VII  |
| Casalincontrada             | Fabbricati lesionati    | 2 morti, molti feriti | VII  |
| Casoli                      | Fabbricati lesionati    | Nessun ferito         | VIII |
| Castelfrentano              | Danni all'abitato       | Alcuni feriti         | VII  |
| Castelguidone               | Chiesa lesionata        | Nessun ferito         | VI   |
| Chieti                      | Fabbricati lesionati    | Nessun ferito         | VII  |
| Civitella Messer Raimondo   | Danni gravi all'abitato | Nessun ferito         | IX   |
| Colledimacine               | Fabbricati lesionati    | Nessun ferito         | VII  |
| Cupello                     | Fabbricati lesionati    | Nessun ferito         | VI   |
| Fara Filiorum Petri         | Danni gravi all'abitato | Nessun ferito         | VIII |
| Fara San Martino            | Danni gravi all'abitato | Molti feriti          | VIII |
| Filetto                     | Fabbricati lesionati    | Molti feriti          | VI   |
| Frisa                       | Fabbricati lesionati    | Nessun ferito         | VI   |
| Gamberale                   | Fabbricati lesionati    | Nessun ferito         | VII  |
| Gessopalena                 | Danni gravi all'abitato | Nessun ferito         | VIII |
| Guardiagrele                | Danni gravi all'abitato | Alcuni feriti         | VII  |
| Lama dei Peligni            | Danni gravi all'abitato | 7 morti, molti feriti | IX   |
| Lanciano                    | Cattedrale lesionata    | Nessun ferito         | VI   |
| Montenerodomo               | Fabbricati lesionati    | Nessun ferito         | VIII |
| Palena                      | Danni gravi all'abitato | Molti feriti          | VIII |
| Palombaro                   | Fabbricati lesionati    | Nessun ferito         | VIII |
| Pennadomo                   | Danni gravi all'abitato | Nessun ferito         | VIII |
| Pennapiedimonte             | Danni gravi all'abitato | Molti feriti          | VIII |
| Pretoro                     | Fabbricati lesionati    | Nessun ferito         | VII  |
| Quadri                      | Fabbricati lesionati    | Nessun ferito         | VII  |
| Rapino                      | Fabbricati lesionati    | Nessun ferito         | VII  |
| Roccamontepiano             | Danni ai fabbricati     | Alcuni feriti         | VII  |
| Roccascalegna               | Danni ai fabbricati     | Alcuni feriti         | VIII |
| Roccaspinalveti             | Fabbricati lesionati    | Nessun ferito         | VI   |
| Roio del Sangro             | Fabbricati lesionati    | Nessun ferito         | VI   |
| Rosello                     | Fabbricati lesionati    | Nessun ferito         | VII  |
| San Martino sulla Marrucina | Danni gravi all'abitato | Molti feriti          | VIII |
| San Vito Chietino           | Fabbricati lesionati    | Nessun ferito         | VI   |
| Taranta Peligna             | Danni gravi all'abitato | 3 morti, molti feriti | IX   |
| Torricella Peligna          | Danni gravi all'abitato | Molti feriti          | VIII |
| Vacri                       | Fabbricati lesionati    | Nessun ferito         | VI   |
| Villamagna                  | Fabbricati lesionati    | Nessun ferito         | VII  |
| Villa Santa Maria           | Fabbricati lesionati    | Nessun ferito         | VII  |

### Provincia di Pescara
Di seguito una tabella col riepilogo dei dati relativi a danni, vittime e intensità (scala Mercalli) del terremoto nei comuni in provincia di Pescara maggiormente colpiti:
| Comuni                             | Danni                   | Vittime       | MCS  |
| ---------------------------------- | ----------------------- | ------------- | ---- |
| Alanno                             | Fabbricati lesionati    | Nessun ferito | VII  |
| Bolognano                          | Danni all'abitato       | Nessun ferito | VII  |
| Caramanico Terme                   | Danni gravi all'abitato | Molti feriti  | VIII |
| Castiglione a Casauria             | Danni all'abitato       | Alcuni feriti | VII  |
| Civitella Casanova                 | Danni all'abitato       | Alcuni feriti | VII  |
| Lettomanoppello                    | Fabbricati lesionati    | Nessun ferito | VII  |
| Pescosansonesco                    | Danni all'abitato       | Alcuni feriti | VIII |
| Popoli                             | Fabbricati lesionati    | Nessun ferito | VII  |
| Sant'Eufemia a Maiella             | Danni gravi all'abitato | Alcuni feriti | VIII |
| San Valentino in Abruzzo Citeriore | Danni all'abitato       | Nessun ferito | VII  |
| Serramonacesca                     | Fabbricati lesionati    | Nessun ferito | VII  |
| Bussi sul Tirino                   | Danni all'abitato       | Alcuni feriti | VII  |
| Carpineto della Nora               | Danni all'abitato       | Molti feriti  | VII  |
| Catignano                          | Fabbricati lesionati    | Alcuni feriti | VI   |
| Cugnoli                            | Danni all'abitato       | Alcuni feriti | VIII |
| Manoppello                         | Danni all'abitato       | Nessun ferito | VII  |
| Pietranico                         | Danni all'abitato       | Alcuni feriti | VIII |
| Salle del Littorio                 | Danni gravi all'abitato | Molti feriti  | VIII |
| Tocco da Casauria                  | Danni all'abitato       | Alcuni feriti | VIII |
| Torre de' Passeri                  | Danni all'abitato       | Alcuni feriti | VIII |
| Turrivalignani                     | Fabbricati lesionati    | Nessun ferito | VII  |